# Ишутин, Алексей Иванович
Алексей Иванович Ишутин (род. 20 сентября 1954, Ленинград) — президент Региональной общественной организации «Спортивная федерация водно-моторного спорта Санкт-Петербурга», первый вице-президент Федерации водно-моторного спорта России, заслуженный мастер спорта СССР (1989).

## Биография
Родился 20 сентября 1954 года в городе Ленинграде. Получил высшее образование в Ленинградском институте физической культуры им. П. Ф. Лесгафта. Служил в Военно-морском флоте, мичман.
Пришел в Морской клуб ДОСААФ в 1969 году, в возрасте 17 лет (1971 г.) стал мастером спорта, в 1976 году года выиграл чемпионат СССР, установил мировой рекорд и получил звание мастера спорта международного класса.
До 1984 г. неоднократно становился чемпионом СССР в классе О 250, выигрывал Кубок соцстран. После достижений в классе О 250, стал готовиться в О 500. В 1985 году Алексей Ишутин стал чемпионом мира. За заслуги в спорте награждён орденом Дружбы народов.
В 1987 году Алексей стал двукратным чемпионом мира. В третий раз он стал чемпионом мира в 1989 году в Милане.
Заслуженный мастер спорта СССР, многократный чемпион СССР, трёхкратный чемпион мира в классе О-500, многократный призёр чемпионатов мира и Европы в различных гоночных классах судов, первый советский гонщик Формулы 1 на воде, рекордсмен мира и СССР.

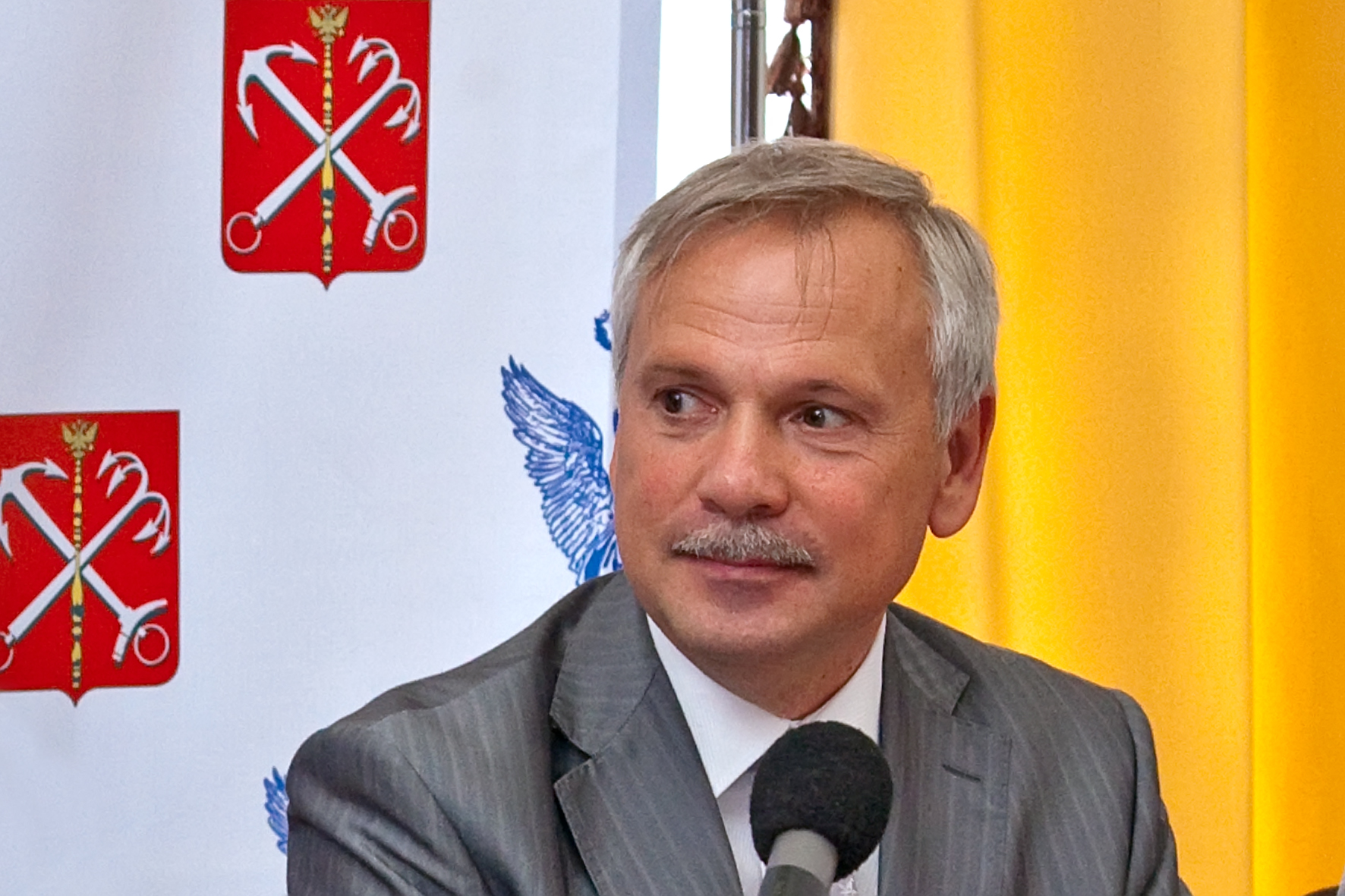
Ишутин А. И.

По завершении участия в соревнованиях Ишутин занялся предпринимательской деятельностью, в ходе которой стал председателем совета директоров НИИ Точной механики. В 1995 году при возобновлении проведения гонок «Формулы-1» в Санкт-Петербурге Ишутин стал генеральным директором Российского этапа чемпионата мира «Формула-1».
С 2002 года Президент РОО «Спортивная Федерация водно-моторного спорта Санкт-Петербурга», с 2004 года — первый вице-президент Федерации водно-моторного спорта России, один из организаторов чемпионатов мира «Формулы-1», судья республиканской категории.
В 2011 г. Ишутин совместно с Пылаевым П. А. назначен официальным представителем промоутера чемпионатов мира Формула-1 (англ. F1 Powerboat World Championship series), Аквабайк Класс Про (англ. Aquabike Class Pro World Championship series), Оффшор Класс 1 (англ. Class-1 World Powerboat series) и Кубок Наций (англ. F1 Nations Cup series) в России.
Один из инициаторов создания книги «Водно-моторный спорт», выпущенной к 100-летию водно-моторного спорта в России.

## Награды
Орден «Дружбы Народов», медаль «60 лет Вооруженных сил», медаль «300 лет Санкт-Петербургу».
В 2015 году получил благодарность Министра спорта Российской Федерации за значительный вклад в развитие физической культуры и спорта в Российской Федерации.

## Семья
Женат, имеет двоих сыновей, также занимающихся водно-моторным спортом: старший Алексей — один из организаторов чемпионатов мира «Формулы-1», судья республиканской категории, с 2004 года член комиссии UIM по COMINTECH, международный комиссионер, участвовал в организации и проведении «Формулы-1» на воде, чемпионата мира «24 часа Санкт-Петербурга», детских соревнований, из которых «Формула будущего» и класса JT 250; младший Пётр — чемпион мира и Европы по водно-моторному спорту, работал в качестве менеджера зарубежной команды, старший тренер сборной команды Санкт-Петербурга по водно-моторному спорту, также принимает участие в организации различных соревнований.